# Pagan-Folk
Pagan-Folk (englisch pagan ‚heidnisch‘) ist eine Mitte der 1980er entstandene Musikrichtung, die Elemente des Neofolk, der Neoklassik sowie der Musik der Mittelalterszene mit elektronischer Musik und ideologischen Verweisen auf den Neopaganismus vermengt.

## Geschichte

### Ursprung
Die ersten Vertreter des damals noch verstärkt unter anderen Begriffen geführten Stils wurden dem Dark Wave, insbesondere dem Neofolk, zugerechnet. Als Ur-Gruppen des Genres gelten Ataraxia und Sixth Comm. Diese und weitere frühe, dem Stil nahe Interpreten wie Aghast, Hagalaz’ Runedance oder :Of the Wand & the Moon:, erreichten mit ihrer Musik vornehmlich ein Extreme-Metal- und Dark-Wave-Publikum. Dabei wurde das musikalische Konzept zumeist dem der Neoklassik-Gruppe Dead Can Dance nahe gestellt. Insbesondere die skandinavischen Vertreter entstammten dem Black-Metal-Umfeld. In den nachfolgenden Jahren etablierten sich zwei unterschiedliche Ausprägungen des Stils. Während sich in überwiegend aus Mitteleuropa eine popmusikalische Spielform etablierte, wurde zeitversetzt in Fennoskandinavien ab der Mitte der 2000er Jahre die stilistische Fortführung der Musik früher Interpreten ausgebaut.

### Mitteleuropäische Variante

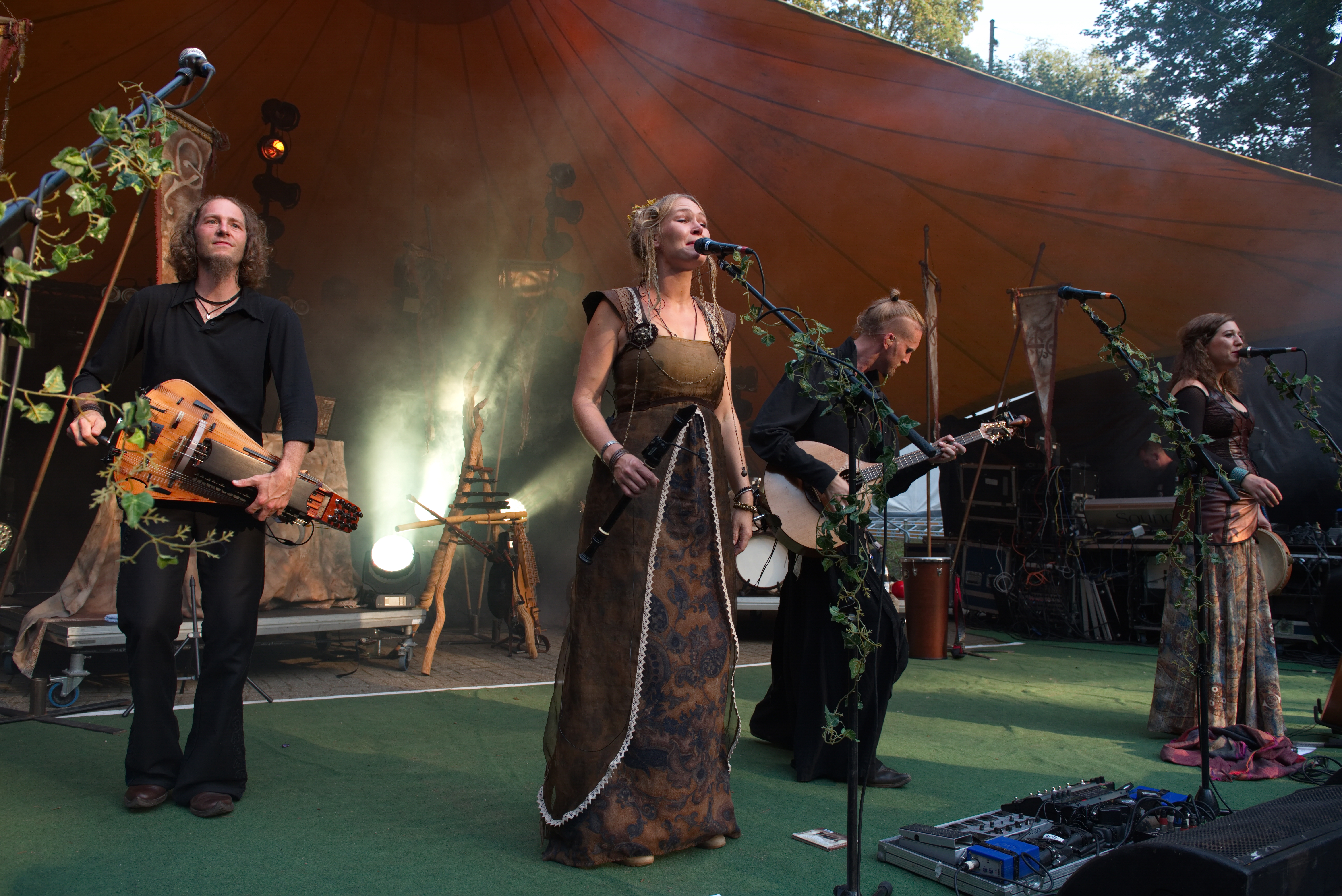
Faun, hier 2016 beim Feuertal-Festival, prägten die Wahrnehmung als Genre

Mit dem Aufkommen von Gruppen wie Faun und Omnia, welche der Mittelalterszene entsprangen, zu Beginn der 2000er sowie der durch Faun und Omnia protegierten, jedoch schon für vorherige Interpreten gelegentlich genutzten Bezeichnung Pagan-Folk etablierte sich der Terminus und die Musik als eigenständiges Genre. Mit der zunehmenden Ausrichtung an Popstrukturen durch diese populären Vertreter entstand eine poporientierte mitteleuropäische Stilvariante.
In der Mitte der 2010er Jahre erlebte der Pagan-Folk mit dem Erfolg Fauns einen kommerziellen Höhepunkt. Die Band war zuvor zum Major Label Universal gewechselt, trat in Fernsehsendungen auf und wurde im TV-Programm beworben. Die Gruppe erreichte mit dem so beworbenen Album Von den Elben 2013 deutsche, österreichische und schweizerische Top-Ten-Platzierungen. Weitere Gruppen blieben hinter diesem Erfolg zurück. Die ebenfalls im TV beworbenen Omnia schafften es 2014 in die deutschen und niederländischen Charts.

### Fennoskandinavische Variante
Während sich in Mitteleuropa diese popmusikalische Variante etablierte, festigte sich in Fennoskandinavien in der Mitte der 2000er Jahre eine Variante, welche Ideen der frühen Interpreten aufgriff und mit Einflüssen aus Schamanismus und Animismus verband. Als Hauptvertreter dieser gelegentlich Nordic Folk, Nordic Ritual Folk oder Norse Music genannten Stilvariante traten Wardruna, Danheim und Nytt Land in Erscheinung. Die Musiker dieser am Neofolk, Dark Ambient und Ritual orientierten Spielrichtung stammten überwiegend aus dem Umfeld der Black-Metal-Szene.

## Stil

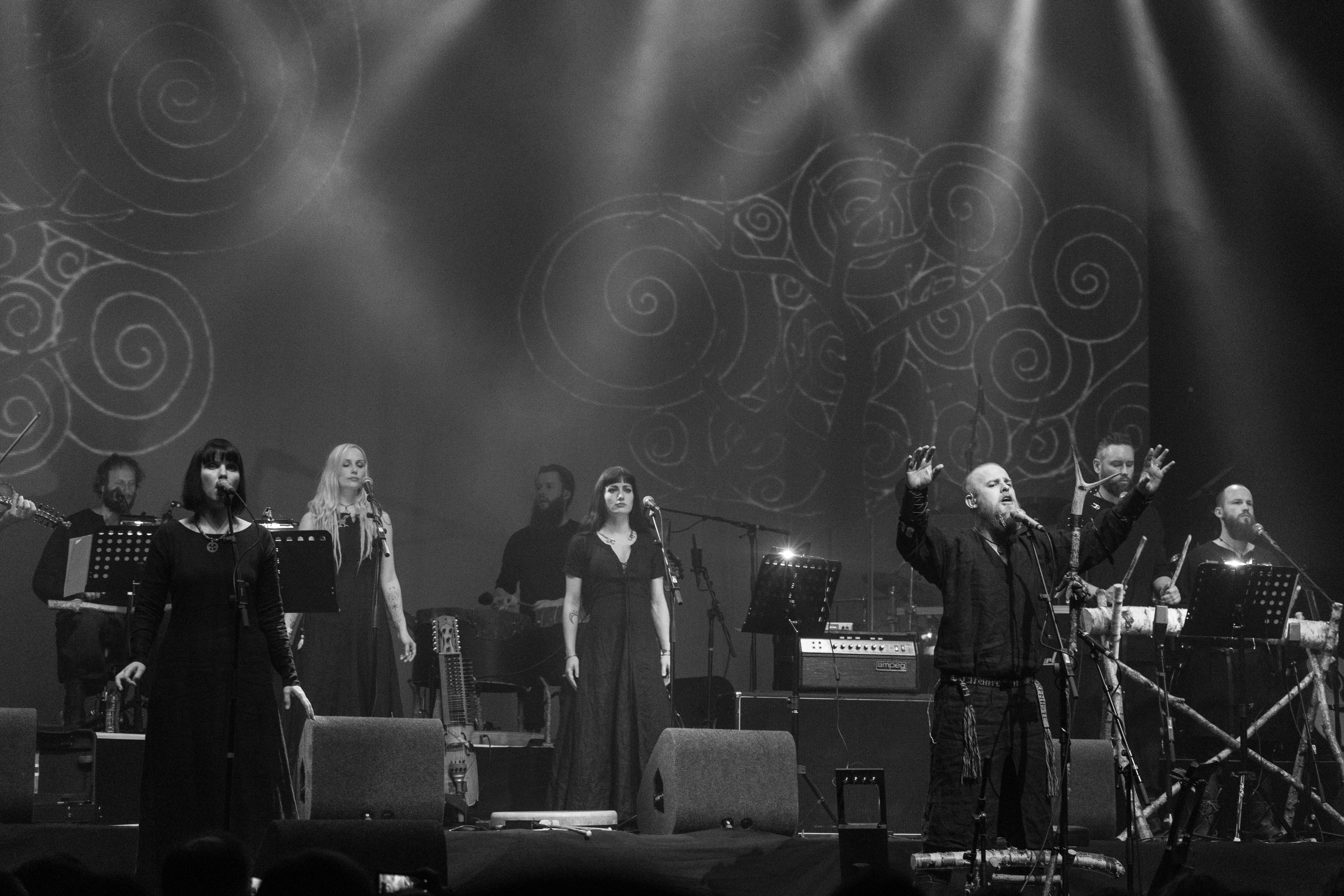
Vertreter wie Wardruna, hier beim Roadburn Festival 2015, vermengen schamanische Inhalte mit historischen und moderner Instrumentierung

Die Musik vermischt Elemente prähistorischer, antiker, folkloristischer und mittelalterlicher Musik mit elektronischen Instrumenten wie Keyboard, Synthesizer und Samplern. Statt eines klassischen Schlagzeugs, wie es in der Rockmusik verwendet wird, werden Drumcomputer oder Perkussion genutzt. Das Spiel auf akustischen Instrumenten wie Drehleiern, Sackpfeifen, Lauten, Didgeridoos und ähnlichem wird meist in einen elektronischen Klangteppich eingebettet.
Der Historie des Genres entsprechend bestehen unterschiedliche Ausprägungen in der Musik. Gruppen wie Omnia und Faun prägten eine durch Popmusik und der Musik der Mittelalterszene beeinflusste Spielform, während frühere Vertreter und solche, die dem Nordic Ritual Folk zugerechnet werden, stärker am Dark Wave und Post-Industrial orientiert agieren.
Die Texte mancher Interpreten greifen auf alte Schriften wie die Edda oder überliefertes Liedgut zurück. Diese Texte werden musikalisch neu interpretiert. Eigene Texte mit schamanischem, fantastischem oder mittelalterlichem Inhalt oder Bezugnahmen auf das europäische Altertum sind ebenso zu finden. Häufig werden Themen wie Runen, nordische Mythologie und Naturromantik aufgegriffen.

## Bekannte Vertreter
| Initiatoren und frühe Vertreter - Ataraxia - Hagalaz’ Runedance - :Of the Wand & the Moon: - Sixth Comm | Mitteleuropäische Variante - Faun - Hedningarna - The Moon and the Nightspirit - Omnia - Sava - Tibetréa - Valravn | Nordic Ritual Folk - Fedrespor - Forndom - Heilung - Leidungr - Lucian the Wolfbearer (Frühwerk) - Nytt Land - Osi and the Jupiter - Wardruna |